# مستشار رئيس الولايات المتحدة الأمريكية
مستشار الرئيس (بالإنجليزية: Counselor to the President)‏ هو لقب يستخدمه كبار المستشارين السياسيين لرئيس الولايات المتحدة وكبار أعضاء مكتب البيت الأبيض. يشغل المنصب حاليا ستيف ريتشيتي. لا ينبغي الخلط بين المنصب وبين مكتب مستشار البيت الأبيض الذي يعد كبير المستشارين القانونيين للرئيس والبيت الأبيض. تأسس المنصب أثناء إدارة ريتشارد نيكسون.